# Букль Гегонна (женский)
Букль Гегонна (фр. Boucles Guégonnaises) — шоссейная однодневная велогонка, проходящая по территории Франции с 2021 года.

## История
О создании гонки было объявлено осенью 2020 года. Она сразу вошла в календарь женского Кубка Франции. Но весной 2021 года гонка была отменена из-за пандемии COVID-19. В итоге дебют гонки состоялся только в 2022 году
Маршрут гонки проходит в коммуне Гегон департамента Морбиан. Он представляет собой круг длинною 9,9 км который преодолевают 10 раз. Общая протяжённость дистанции составляет почти 100 км.

## Призёры
| Год  | Победитель  | Второй          | Третий          |
| ---- | ----------- | --------------- | --------------- |
| 2022 | Северин Эро | Леони Лаубиг    | Аннабель Фишер  |
| 2023 | Жули Бего   | Ségolène Thomas | Амандин Фукене  |
| 2024 | Ema Comte   | Леан Табу       | Amalia Debarges |